# Maurício Cardoso
Joaquim Maurício Cardoso (Soledade, Rio Grande do Sul, 9 de agosto de 1888 — Santos, 2 de maio de 1938) foi um advogado, professor universitário e político brasileiro, tendo sido interventor federal no estado do Rio Grande do Sul durante o Estado Novo, e ministro da Justiça e Negócios Interiores do Brasil.

## Vida
Filho do desembargador Melchisedek Mathuzalem Cardoso, presidente do Tribunal de Justiça do Estado do Rio Grande do Sul de 1920 a 1921, e de Eugênia Almeida Gralha. Melchisedek Mathuzalem era, por sua vez, irmão do professor Severiano Maurício de Azevedo Cardoso, membro da Academia Sergipana de Letras e patrono da cadeira n° 12; e também irmão de Brício Maurício de Azevedo Cardoso, também membro da Academia Sergipana de Letras e patrono da cadeira n° 36, além de deputado estadual durante a República Velha. Portanto, Joaquim Maurício era primo-irmão de Maurício Graccho Cardoso, que foi senador por um mandato (por Sergipe), deputado federal por seis mandatos (dois pelo Ceará e quatro por Sergipe), e presidente dos Estados do Ceará e Sergipe. Neto, pela parte paterna, de Joaquim Maurício Cardoso (seu avô homônimo) e de Joana Baptista de Azevedo Cardoso.
O Dr. Maurício Cardoso foi deputado estadual à Assembleia Legislativa do Estado do Rio Grande do Sul pelo Partido Republicano Rio-grandense, e participou da Revolução de 1930, que levou Getúlio Vargas à presidência da República brasileira. Foi ministro da Justiça e Negócios Interiores durante o governo provisório de Vargas (1930-1934), tendo assumido em dezembro de 1931. Aboliu a censura à imprensa e teve protagonismo na aceleração dos trabalhos que deram origem ao Código Eleitoral de 1932, preparado para regular as eleições constituintes de 1933. Este código vigorou até 1935 e representou uma série de mudanças para a vida politica brasileira, pois adotou pela primeira vez a representação proporcional, introduziu o voto secreto e o voto obrigatório, além de estender o direito de voto para as mulheres e criar a Justiça Eleitoral. Foi também o único código eleitoral do país com a figura do deputado classista, eleito pelos sindicatos para representar os interesses das classes profissionais.
Durante o Estado Novo foi secretário do Interior do governo do interventor Manuel de Cerqueira Daltro Filho no Rio Grande do Sul e ocupou interinamente o cargo em 1938, após a morte do titular, em 19 de janeiro de 1938. Governando até a posse de Osvaldo Cordeiro de Farias, em 4 de março de 1938. Logo depois, foi secretário estadual da Agricultura. Cardoso morreu em um acidente de avião em maio do mesmo ano.
Sua filha, Élia Cardoso, casou com o diplomata brasileiro ministro Affonso Rodrigues Palmeiro, membro da tradicional família Palmeiro, do Rio Grande do Sul.
Está sepultado no Cemitério da Santa Casa de Misericórdia de Porto Alegre em um túmulo produzido pelo escultor e estatuário Antônio Caringi. O túmulo possui características do frontalismo e influência do estilo monumental moderno alemão (entre o clássico e o arcaico).